# Fòrum Provincial (Tarragona)
El Fòrum Provincial és conseqüència de la capitalitat de Tàrraco de la Província de la Hispània Citerior o Província Tarraconensis. Era a la part alta del turó de Tàrraco, tenia annexes a recinte de culte a la terrassa superior i el circ just a la terrassa inferior. En el Fòrum Provincial s'articulaven les diferents dependències i els serveis relacionats amb el govern i l'administració provincial.
Es coneix, perfectament, el perímetre exterior del Fòrum Provincial (320 × 175 m), mercès als murs visibles encara en nombrosos punts del recinte antic de la ciutat. El perímetre coincideix amb el dels actuals carrers dels Ferrers, Enrajolat, Santa Anna, Merceria i Civaderia. Els visitants poden resseguir-ne la ubicació seguint els dos colors del terra en llocs com la plaça del Rei, el carrer de Santa Anna o la plaça del Fòrum: la franja clara correspon a l'antic traçat del mur, mentre que la superfície fosca representa la plaça. Tanmateix es desconeix gairebé tot de la disposició interior de la plaça i les característiques arquitectòniques dels edificis. Les torres del Pretori i de l'Audiència, situades a cadascun dels extrems de la façana meridional, tancaven el recinte i contenien les escales que permetien accedir a la part del Circ romà.
En la reocupació medieval del segle xii, s'urbanitza l'interior de la plaça del Fòrum Provincial, de manera que el perímetre del Fòrum coincideix pràcticament amb el de la ciutat medieval.

## Fòrum Provincial
La ciutat romana de Tàrraco com a capital de la Província Hispània Citerior comptava, a més del Fòrum de la Colònia destinat als assumptes locals, amb un Fòrum Provincial on s'articulaven les distintes dependències i els serveis relacionats amb el govern i l'administració provincials.
El Fòrum Provincial és un conjunt arquitectònic d'enormes dimensions constituït per tres elements disposats de manera axial: un recinte de culte imperial, una gran plaça porticada i un circ. La part central del conjunt es coneix com a Plaça de representació del fòrum provincial.
Es va construir en els primers anys de l'emperador Vespasià, i va entrar en funcionament després de l'any 70. El complex provincial era la seu del «Concilium provinciae Hispaniae Citerioris», que reunia anualment als representants de les colònies i municipis de la província, unes tres-centes ciutats. Aquesta reunió representava un gran esdeveniment per a la ciutat, i es realitzava per a escollir el flamen provincial, personatge de màxima autoritat en la província i amb mandat d'un any.
El Fòrum Provincial de Tàrraco es construí en la part alta de la ciutat. Les dimensions en fan el més gran de la península, i construir-lo en una zona de propietat privada hauria resultat molt car, per això es va triar aquesta zona que, fins al moment, havia acollit estructures militars d'època republicana.
Les restes del Fòrum Provincial s'estenen en tot un sector del nucli antic de la ciutat formant una terrassa rectangular de 175 per 320 metres. Limitava per la part inferior amb el circ i per la superior amb una altra gran plaça on se situava un temple: el recinte de Culte Imperial.
L'estructura consisteix en una plaça delimitada per pòrtics en tres dels quatre cantons. El porticat perimetral de 14 metres d'amplada estava elevat mitjançant un podi d'uns quatre metres d'alçada respecte de la plaça. El porticat era cobert mitjançant una teulada de fusta sostinguda per columnes en un extrem i el mur que tancava el porticat en un altre. Aquest era decorat amb pilastres dòriques de 4,5 m d'alçada que sostenien un arquitrau de 0,51 m d'alt. El mur de pilastres que tancava el porticat es conserva en l'alçada total en l'antic beateri de la plaça de Pallol i en la torre del Pretori, entre altres llocs.
En l'eix NE-SO de la plaça s'obria, en la part contigua al circ, el Pulvinar, tribuna presidencial del circ, que tot i ser una estructura pertanyent a aquest últim, entra físicament dins la plaça. En la zona al costat del recinte de Culte Imperial, a l'altre extrem de la plaça, se situava una escalinata que facilitava l'accés entre les dues places: les escales de pedra de Santa Tecla conservades parcialment. En els extrems de la plaça adjacents al circ s'elevaven dues torres la funció de les quals era facilitar l'accés tant des del circ com des dels porticats als diferents pisos de l'edifici. Aquestes dues torres s'han conservat: la situada al SE coneguda com a Pretori i la del costat SE actualment anomenada l'Antiga Audiència. Foren construïdes amb carreus regulars opus quadratum amb cimentació en opus caementicium. Albergaven una sèrie de portes i escales interiors.
En el número 12 del c/ Trinquet Vell, es conserva, junt a les voltes del circ, el mur que cimentació del Fòrum i una de les clavegueres per a l'evacuació d'aigua de pluja. En alguns sectors el porticat es va tallar directament sobre la roca natural (sector NO), mentre que en el SE es van construir voltes subterrànies. Aquesta volta, la funció de la qual era regularitzar el desnivell d'aquesta zona té una secció de 4,20 m d'ample per 5 m d'alt, conservant part del sostre original.
L'interior de la plaça probablement estava enjardinat i s'hi haurien col·locat estàtues dels emperadors i alts personatges de l'administració com els flàmens provincials.
Les darreres intervencions arqueològiques realitzades en la zona han posat al descobert una connexió mitjançant escales del circ i el fòrum: en el transcurs de les obres de restauració de la Casa Montoliu, seu del Conservatori de Música de la Diputació de Tarragona, es localitzaren estructures monumentals corresponents a la separació entre el circ i el fòrum: una sòlida paret amb panells decoratius de marbre.

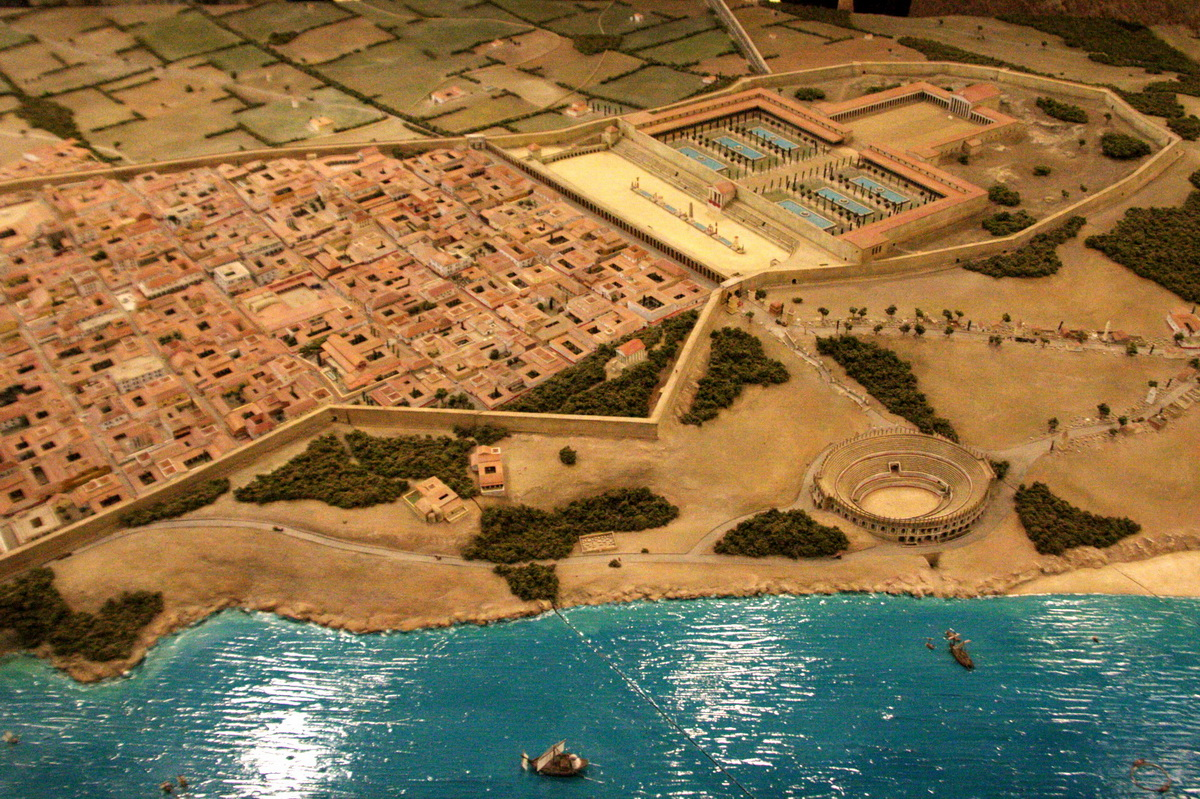
Maqueta del Fòrum Provincial, situat entre el circ i el recinte de culte
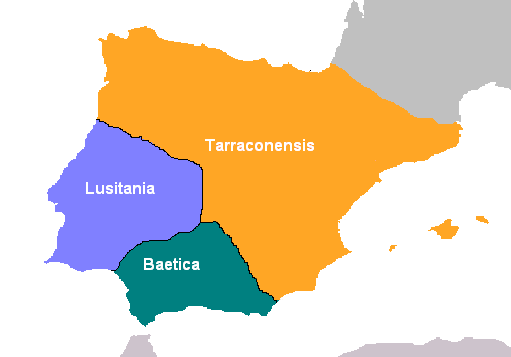
Provincia Tarraconensis, que era governada des del Fòrum Provincial de Tàrraco
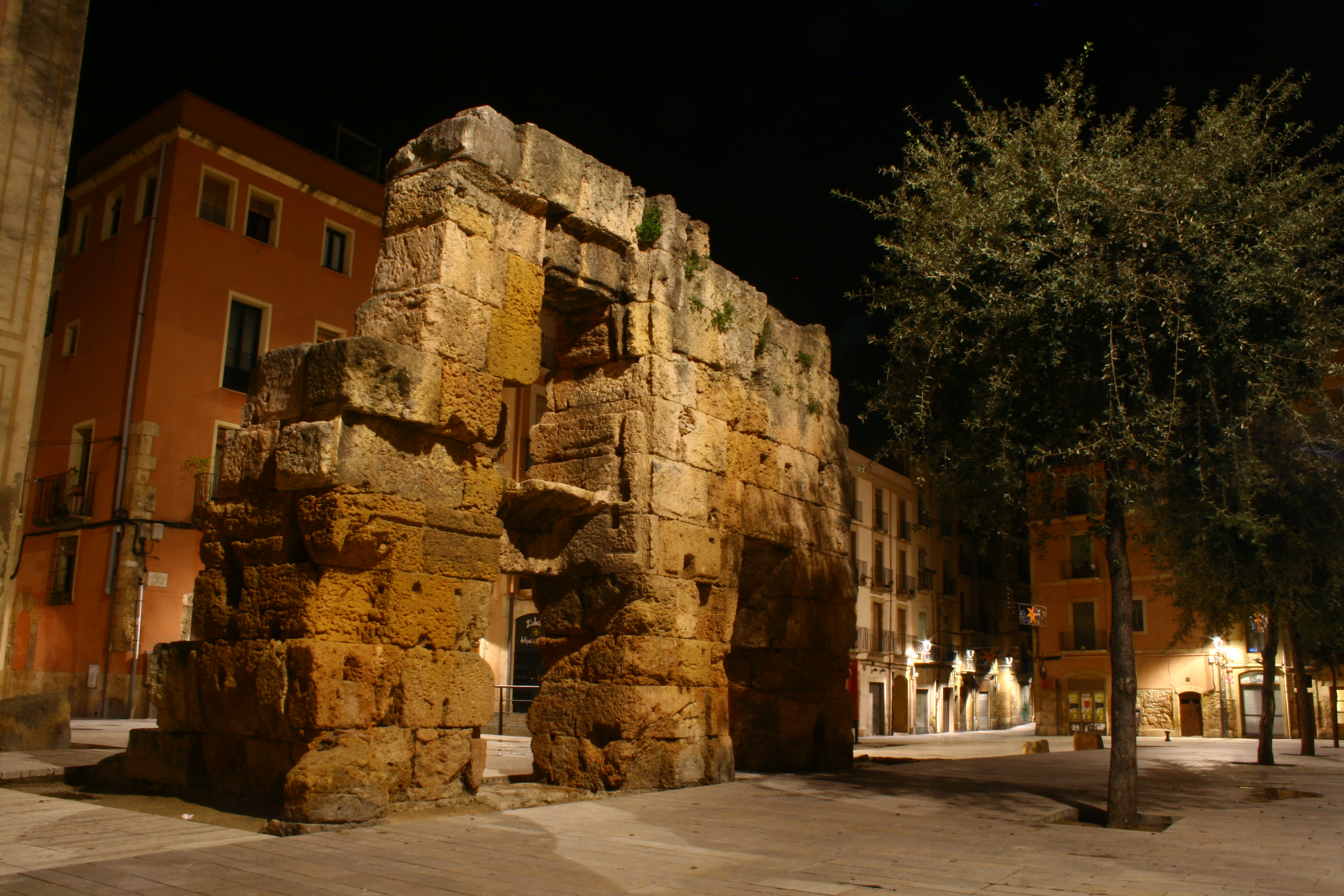
Restes de la plaça del Fòrum
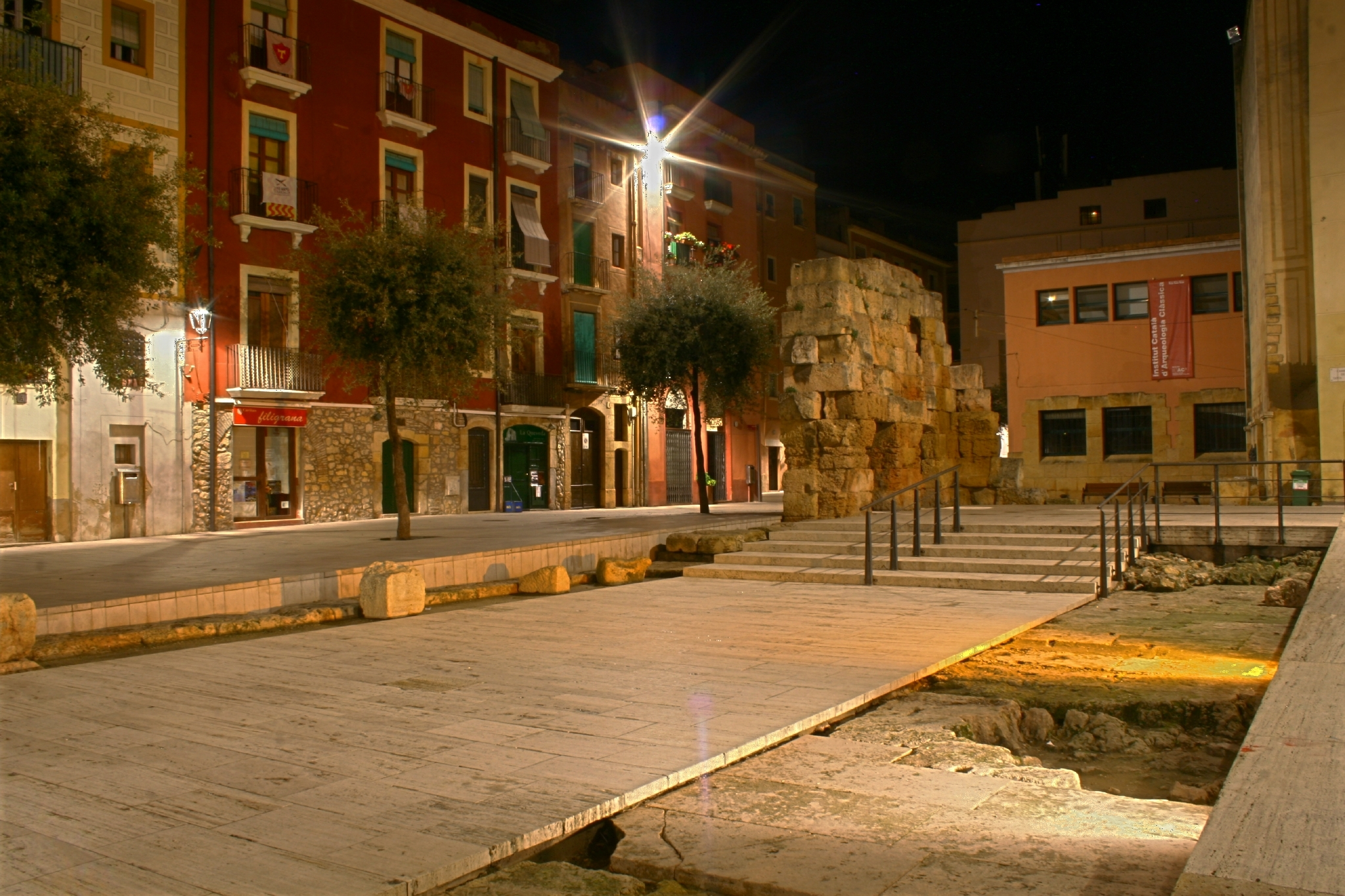
Restes de la plaça del Fòrum
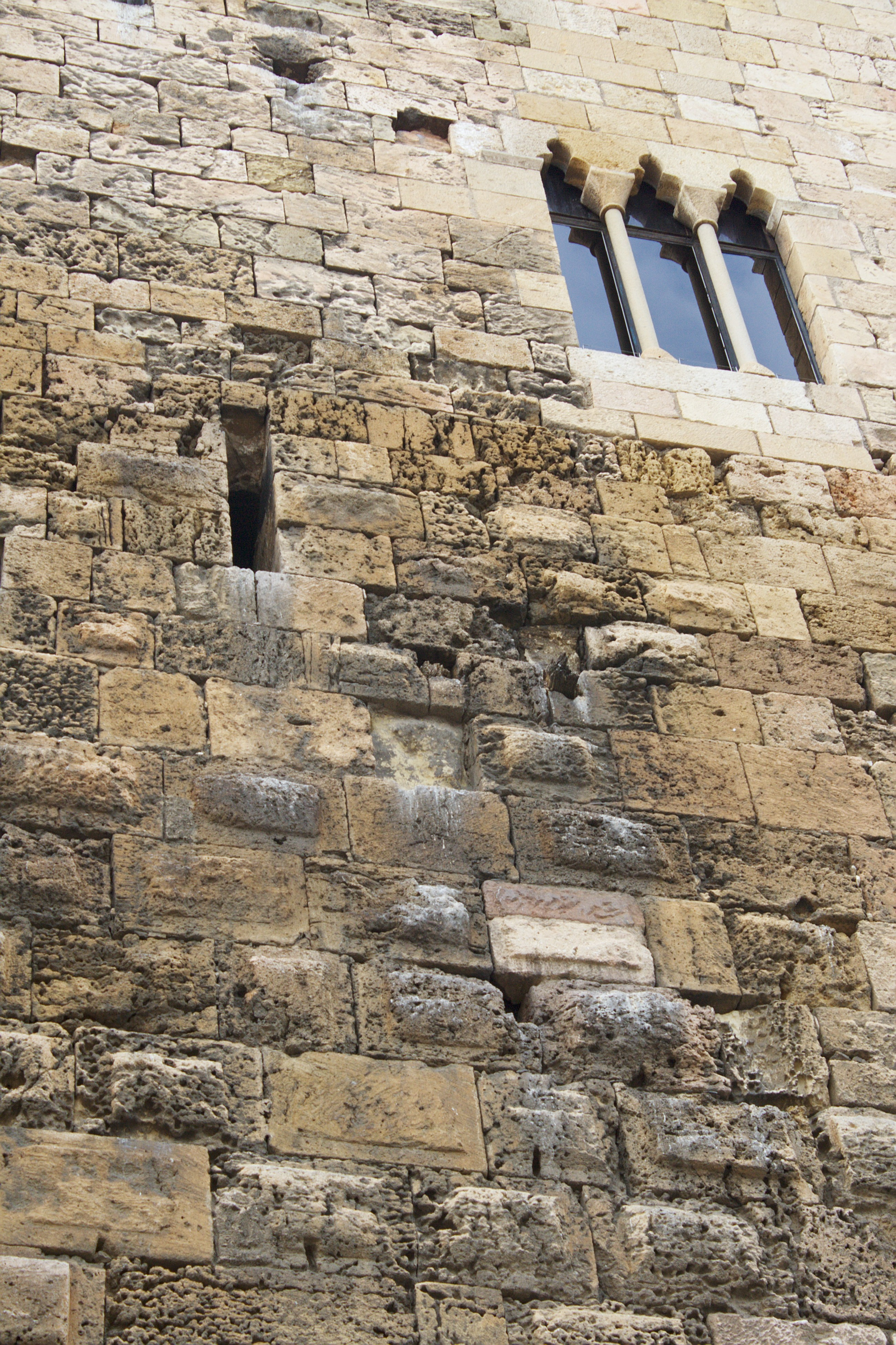
Restes del Fòrum Provincial al Pretori
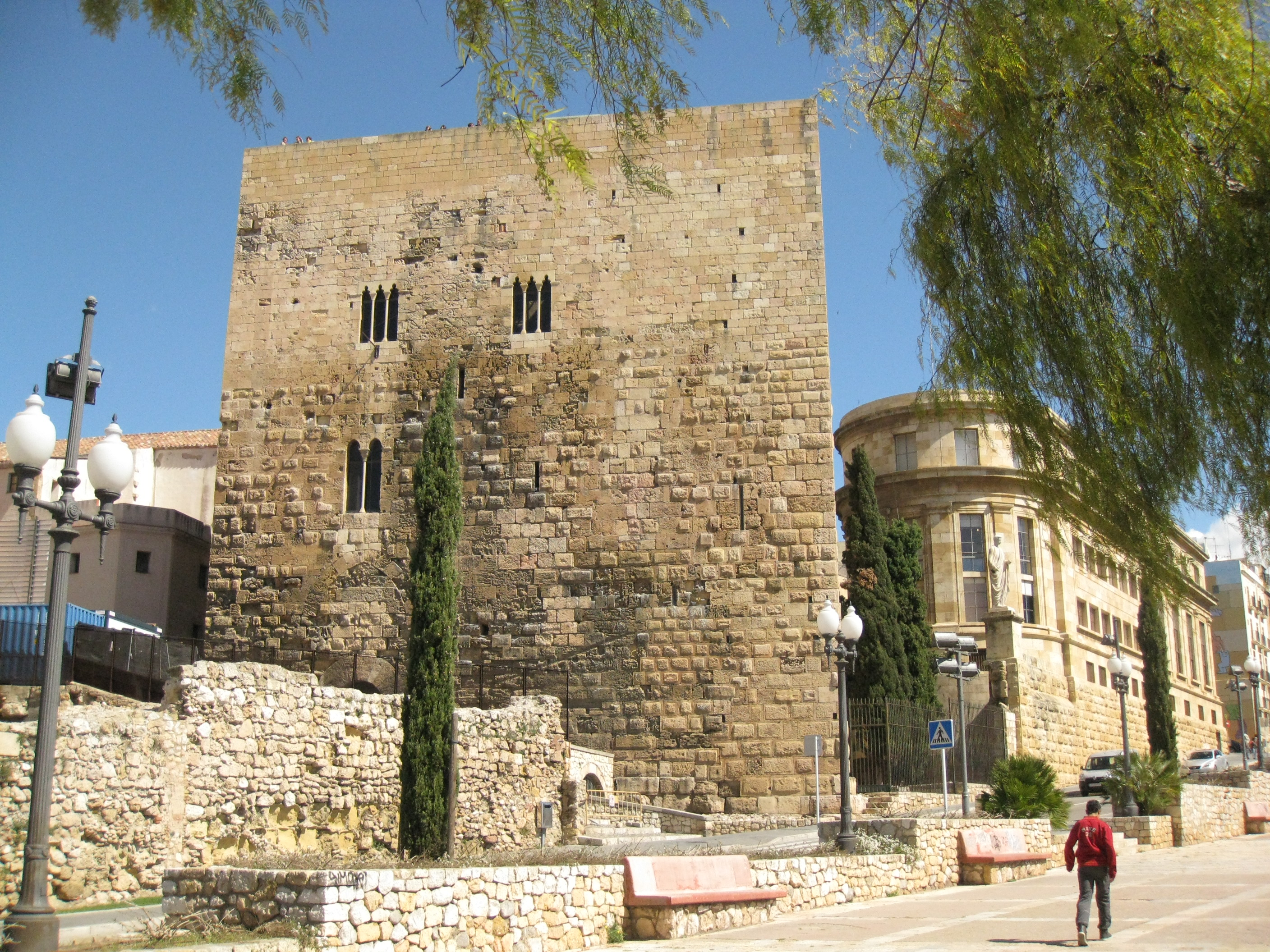
Pretori
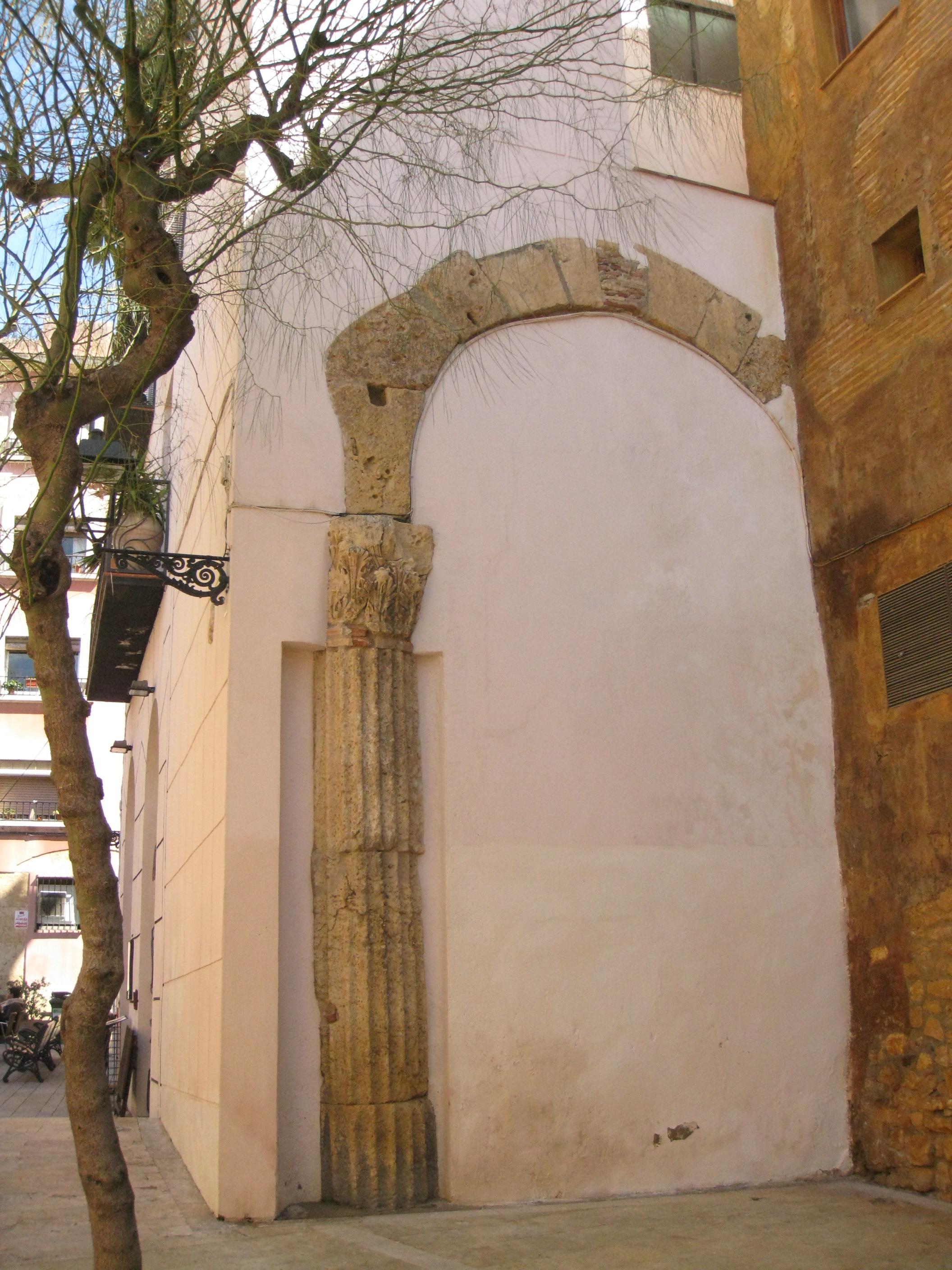
Restes del Fòrum a la plaça d'en Rovellat

## Torre del Pretori
També coneguda com el Palau d'August o Castell de Pilats, o també Castell del Rei. Aquesta edificació formava part del conjunt monumental de la Tàrraco romana que ocupava la part alta, i servia per connectar el Circ amb la Plaça de Representació o del Fòrum Provincial. Ja en època medieval va ser reformada com a castell del Rei, fet que és l'origen del nom de la plaça.

### Descripció
El Pretori és situat al nucli antic de la ciutat, i va ser construït en l'àmbit del desnivell existent entre el circ i la terrassa del fòrum. En el seu estat actual, l'edifici presenta una planta formada per dos cossos rectangulars units en angle recte. El cos principal té tres plantes i terrat, mentre que l'altre només en té dues, també sota terrat. Actualment té dues portes d'accés, una d'època medieval, d'arc de mig punt, a les escales de Sant Hermenegild, i l'altra, més moderna, a la banda del pati del modern Museu Nacional Arqueològic.
Entre els elements romans, cal esmentar les restes de murs adossats als dos cossos, i que formen un pati interior, així com dues voltes sobreposades i algun detall ornamental de la façana del carrer de Sant Hermenegild.
D'època medieval és la sala gòtica de la planta superior, construïda durant el regnat de Pere III el Cerimoniós, i que presenta cinc arcs sostinguts per mènsules i finestrals tripartits. La construcció, tant a la fase romana com a les posteriors, però principalment en la primera, és feta de grans carreus tallats.

### Història
L'origen de la construcció data del segle i dC (entorn del 73 dC), però se'n desconeix la funció inicial. S'havia suposat que podria ser un palau, o el pretori on residia el governador de la província Hispània Citerior (més tard Tarraconense). De fet, l'edifici està relacionat amb la fase de remodelació de la ciutat que portà a la construcció del fòrum provincial i del circ, als quals aquesta torre era annexa.
Amb la restauració de la ciutat a partir del 1129 la torre fou adequada com a residència d'un dels dos senyors de la ciutat: el normand Robert Bordet, príncep de Tarragona. A la seva mort, l'edifici passà a mans del Comte de Barcelona essent la residència permanent del veguer reial.
L'any 1281, durant el regnat de Pere II el Gran l'edifici fou assaltat i destruït per pagesos procedents d'alguns pobles del Camp, revoltats contra el veguer per les dures imposicions a les que els sotmetia.
L'edifici fou allotjament d'alguns membres de la reialesa, com Blanca d'Anjou, muller de Jaume II (1310), o del mateix rei (1306), qui dugué a terme tota una sèrie d'importants obres d'adequació. Anys més tard, Pere III el Cerimoniós, reformà significativament el palau amb la construcció d'un nou pis, la sala gòtica. La situació privilegiada el va convertir en un punt clau de vigilància contra la pirateria. El 1399 esdevingué presó.
El 1413 es va convertir en l'oficina del procurador reial i, a poc a poc, va anar adquirint funcions clarament militars, com de dipòsit d'armes i quarter militar. Durant la Guerra del Francès l'edifici, com tota la ciutat, fou ocupat per les tropes napoleòniques comanades pel mariscal Suchet, que el destruïren parcialment abans de fugir l'any 1813. Acabada la Guerra del Francès, i un cop restaurat, l'edifici fou habilitat com a presó provincial, funció que va mantenir fins al 1953.
A partir d'aquest moment va començar un procés d'adequació museogràfica, esdevenint, l'any 1971, un annex al Museu Arqueològic. A partir del 1986 la torre va passar a dependre del Museu d'Història de Tarragona.

## Ruïnes de la plaça Pallol i Torre de l'Antic Jutjat de Tarragona
El fòrum es completa amb les ruïnes de la plaça Pallol i la torre de l'Antic Jutjat de Tarragona. La Volta i arc del Pallol (ruïnes de la plaça Pallol) són una construcció, actualment entre mitgeres, de part de la galeria intermèdia del costat occidental de la plaça de representació del Fòrum Provincial (s. i dC.).
Exteriorment es conserva el mur occidental de la volta fins a 17,70 m d'alçada. Està fet en opus quadratum. En el mur s'obre una porta amb arc de mig punt que forma part del mateix edifici. La resta de la volta fou construïda en opus caementicium. Té una amplada de 5,65 m. Aquestes estructures s'han de posar en estreta relació amb les que d'època coetània es conserven a l'interior de l'Antiga Audiència que és un edifici contenidor d'un sistema de comunicació entre el visori del Circ i els pòrtics i criptopòrtic de la plaça de Representació del Concili Provincial.
Tipològicament ens trobem amb estructures d'opus quadratum, opus vittatum, dues grans portes monumentals i una escalinata de pedra de Santa Tecla.
Durant l'època medieval la volta fou tapiada i reutilitzada com església. El nou mur de fons està fet amb maçoneria. En una època posterior se li afegiren dos cossos laterals formant una estructura rectangular central que segurament conformaria la capçalera de l'església medieval. El nivell de paviment original fou, així mateix, rebaixat. El mur de façana que dona a la plaça Pallol presenta una portalada d'accés d'arc de mig feta amb carreus mentre que la resta del mur és de pedra lligada amb morter. Per sobre de la porta i en l'eix axial de simetria de la mateixa s'identifica una rosassa.
Durant el segle xvi la municipalitat va instal·lar en aquesta volta, el Pallol o gran dipòsit municipal del gra, que exercia les funcions de casa pública de compravenda d'aquest producte.
La Torre de l'Antic Jutjat de Tarragona es troba encastada en la façana del carrer dels Ferrers d'aquest, descoberta en unes obres de restauració el 1943 i re-restaurada el 1978-79. Es conserven importants elements romans, com murs d'opus quadratum i caementicium amb revestiment d'opus vittatum. De l'època es conserven, així mateix, una porta de llinda amb arc de descàrrega, una finestra i les escales, construïdes amb pedra de Santa Tecla, que unirien la plataforma superior del circ amb l'interior de la torre. Aquestes restes es barregen amb altres que ens mostren la reutilització posterior de l'edifici, com restes d'un dipòsit o sitja tardoromana, murs d'època medieval i moderna i una inscripció pintada del dia de l'inici de la Segona República Espanyola.

## Protecció genèrica
- L'any 2000 la UNESCO el va incloure dins la llista de Patrimoni Mundial com a integrant del «Conjunt Arqueològic de Tàrraco», dividint aquest espai en dues àrees: el recinte de culte i el fòrum provincial
- Tot el terme municipal de Tarragona està protegit i declarat pel Decret 652/1966, de 10 de març (BOE de 22 de març de 1966) i d'acord amb l'àmbit III amb un nivell de protecció d'acord amb la vigent Llei 9/93 del Patrimoni Cultural Català, Bé Cultural d'Interès Nacional a la categoria de BCIN-zona arqueològica.
- El bé es troba dins l'àrea de protecció de «Conjunt històric», protegit i declarat pel Decret 652/1966, de 10 de març (BOE de 22 de març de 1966) amb un nivell de protecció d'acord amb la vigent Llei 9/93 del Patrimoni Cultural Català de Bé Cultural d'Interès Nacional a la categoria de CONJUNTS (BCIN) (R-I-53-0073).
- L'edifici presenta, així mateix, dues declaracions específiques de sectors concrets del mateix:
  - El Pretori (a066), declarat per la Real Orden de 28 de juliol de 1926 (Gazeta de 30 de juliol de 1926) amb un nivell de protecció d'acord amb la vigent Llei 9/93 del Patrimoni Cultural Català de BCIN (R-I-51-0325).
  - Les ruïnes romanes de la Plaça del Pallol (a051 i 052), declarades Zona arqueològica pel Decret de 3 de juny de 1931 (Gazeta de 4 de juny de 1931) i que disposa d'un nivell de protecció d'acord amb la vigent Llei 9/93 del Patrimoni Cultural català de BCIN (R-I-55-0044).